# Magmenmischung
Als Magmenmischung werden in der Geologie Prozesse bezeichnet, bei denen ein differenziertes Magma durch die Zufuhr eines abweichend zusammengesetzten Magmas in der Magmakammer in seiner Zusammensetzung verändert wird.

## Mechanismen
Es werden zwei verschiedene Vorgänge unterschieden:
- das „Magma mingling“, bei dem ein Magmentyp im erkalteten Gestein gegen den anderen abgrenzbar ist; und
- das „Magma mixing“, welches in einer vollständigen Homogenisierung beider Magmentypen und Bildung eines einheitlichen Hybridmagmas führt.

Ähnlich wie bei der Assimilation spielt auch bei der Magmenmischung die Energiebilanz eine Rolle: So können zwei Magmentypen grundsätzlich durchaus vollständig miteinander mischbar sein; doch kann sich die Situation ändern, wenn ein Magma deutlich heißer ist als das andere, denn „kältere“ Magmen zeigen oft verringerte Mischbarkeit aufgrund erhöhter Viskosität.

## Erscheinungsformen im Gelände

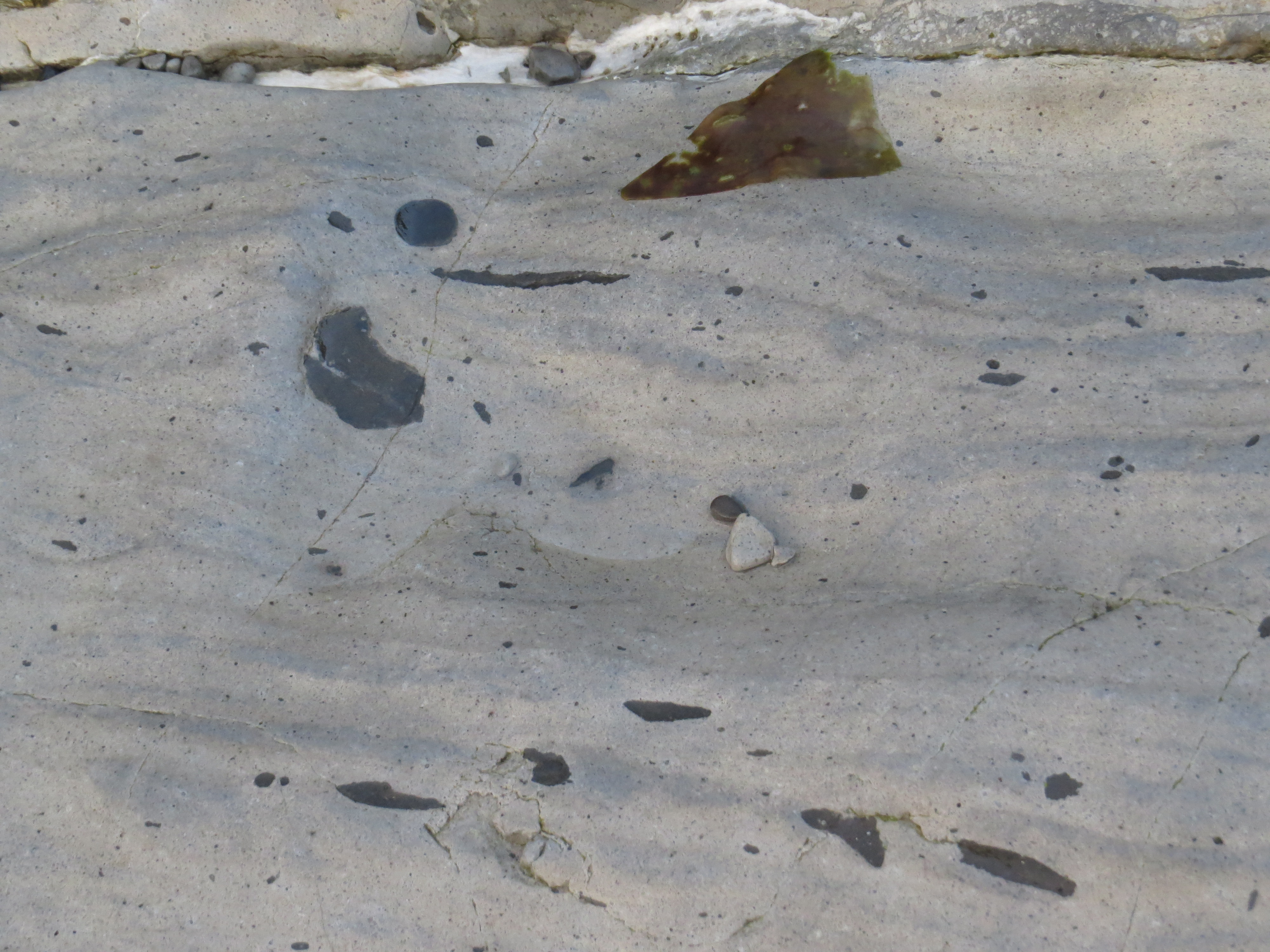
Kompositgang bei Streitishvarf in Ostisland: Gerundete Einschlüsse von Basalt in Rhyolith

Der Effekt macht sich häufig bemerkbar, wenn ein differenziertes Magma in einer Magmenkammer bereits Gelegenheit zur Abkühlung hatte und ein Schub frisches, heißes Magma neu in die Kammer strömt. Dabei führt es dem abgekühlten Magma wieder Wärme zu, wodurch dieses seine Viskosität verringert, und wird selbst abgekühlt. In solchen Fällen findet man im erkalteten Gestein Einschlüsse des Magmas mit der höheren Liquidustemperatur in dem Magma mit der niedrigeren, wobei diese Einschlüsse durch ihre rundlichen Umrisse erkennen lassen, dass die Mischung im flüssigen Zustand stattgefunden hat. Das einschlussbildende Magma kann zudem an den Rändern der Einschlüsse Zeichen einer thermischen Abschreckung zeigen. Beispiele für derartige Vorgänge finden sich etwa in den „Kompositgängen“ im Osten Islands, wo sich zahlreiche gangförmige Vorkommen von Rhyolith befinden, in denen zahlreiche größere und kleinere Basalt„tropfen“ eingeschlossen sind.
Liegen die Liquidustemperaturen beider Magmen hinreichend weit auseinander, kann das eine bereits im festen Zustand vorliegen, während das andere noch hinreichend dünnflüssig ist, um auch in feine Spalten einzudringen, die in dem bereits erstarrten Magma aufbrechen. Das Resultat ist dann ein sogenannter „net-vein complex“, in dem kantige Bruchstücke des früher erstarrten Magmas von einem Netzwerk von Gängen des später erstarrten durchzogen werden.
Werden die beiden Magmen vollständig hybridisiert, sind Anzeichen hierfür am ehesten darin zu finden, dass bereits vor der Mischung aus der Schmelze ausgeschiedene Kristalle, die sich mit ihrem Ursprungsmagma im Gleichgewicht befanden, jetzt in einem Ungleichgewicht zu dem Hybridmagma stehen und entweder wieder resorbiert werden oder mit einer unterschiedlichen Zusammensetzung weiterwachsen (zonierte Kristalle). Auf diese Art wird etwa die Bildung der Rapakiwi-Struktur in den auch so genannten Graniten erklärt, wo früh ausgeschiedene Kalifeldspäte von Plagioklas umwachsen wurden.